# Lutas nos Jogos Olímpicos de Verão de 2020 - Greco-romana até 87 kg masculino
A categoria greco-romana até 87 kg masculino das lutas nos Jogos Olímpicos de Verão de 2020 ocorreu nos dias 3 e 4 de agosto de 2021 no Makuhari Messe, em Tóquio. Um total de 16 lutadores, cada um representando um Comitê Olímpico Nacional (CON), participaram do evento.

## Qualificação
Um total de 16 vagas foram atribuídas para a categoria greco-romana até 87 kg masculino, cada um representando um CON, conforme abaixo:
- 6 pelo Campeonato Mundial de 2019;
- 2 pelo torneio qualificatório pan-americano;
- 2 pelo torneio qualificatório europeu;
- 2 pelo torneio qualificatório da África e Oceania;
- 2 pelo torneio qualificatório asiático;
- 2 pelo torneio qualificatório mundial.

## Formato
As competições de luta greco-romana consistem em um torneio de eliminação simples, com uma repescagem usada para determinar os vencedores das duas medalhas de bronze. Os dois finalistas se enfrentam pelas medalhas de ouro e prata. Cada lutador que perde para um dos dois finalistas segue para a repescagem, culminando em duas lutas pela medalha de bronze com os perdedores da semifinal, cada um enfrentando o oponente restante da repescagem de sua metade da chave.

## Calendário
Horário local (UTC+9)
| Data                | Horário | Fase            |
| ------------------- | ------- | --------------- |
| 3 de agosto de 2021 | 11:00   | Qualificatórias |
| 3 de agosto de 2021 | 18:15   | Semifinais      |
| 4 de agosto de 2021 | 11:00   | Repescagem      |
| 4 de agosto de 2021 | 19:30   | Finais          |

## Medalhistas
| Ouro   | UKR Zhan Beleniuk                      |
| Prata  | HUN Viktor Lőrincz                     |
| Bronze | GER Denis Kudla SRB Zurab Datunashvili |

## Resultados
Estes foram os resultados da competição:
Legenda
- F — Vitória por queda.

### Chaveamento
|  | Oitavas de final       | Oitavas de final       | Oitavas de final |  |  | Quartas de final     | Quartas de final     | Quartas de final     |   |                    | Semifinais         | Semifinais         | Semifinais |  |  | Final | Final | Final |
|  |                        |                        |                  |  |  |                      |                      |                      |   |                    |                    |                    |            |  |  |       |       |       |
|  | HUN Viktor Lőrincz     | HUN Viktor Lőrincz     | 6                |  |  |                      |                      |                      |   |                    |                    |                    |            |  |  |       |       |       |
|  | KGZ Atabek Azisbekov   | KGZ Atabek Azisbekov   | 1                |  |  | HUN Viktor Lőrincz   | HUN Viktor Lőrincz   | 1                    |   |                    |                    |                    |            |  |  |       |       |       |
|  | GER Denis Kudla        | GER Denis Kudla        | 4                |  |  | GER Denis Kudla      | GER Denis Kudla      | 1                    |   |                    |                    |                    |            |  |  |       |       |       |
|  | KAZ Nursultan Tursynov | KAZ Nursultan Tursynov | 1                |  |  |                      |                      |                      |   | HUN Viktor Lőrincz | HUN Viktor Lőrincz | 9                  |            |  |  |       |       |       |
|  | BLR Kiryl Maskevich    | BLR Kiryl Maskevich    | 1                |  |  |                      | EGY Mohamed Metwally | EGY Mohamed Metwally | 2 |                    |                    |                    |            |  |  |       |       |       |
|  | EGY Mohamed Metwally   | EGY Mohamed Metwally   | 9                |  |  | EGY Mohamed Metwally | EGY Mohamed Metwally | 4F                   |   |                    |                    |                    |            |  |  |       |       |       |
|  | AZE Islam Abbasov      | AZE Islam Abbasov      | 1                |  |  | CUB Daniel Grégorich | CUB Daniel Grégorich | 0                    |   |                    |                    |                    |            |  |  |       |       |       |
|  | CUB Daniel Grégorich   | CUB Daniel Grégorich   | 3                |  |  |                      |                      |                      |   |                    | HUN Viktor Lőrincz | HUN Viktor Lőrincz | 1          |  |  |       |       |       |
|  | UZB Rustam Assakalov   | UZB Rustam Assakalov   | 6                |  |  |                      | UKR Zhan Beleniuk    | UKR Zhan Beleniuk    | 5 |                    |                    |                    |            |  |  |       |       |       |
|  | GEO Lasha Gobadze      | GEO Lasha Gobadze      | 5                |  |  | UZB Rustam Assakalov | UZB Rustam Assakalov | 1                    |   |                    |                    |                    |            |  |  |       |       |       |
|  | CRO Ivan Huklek        | CRO Ivan Huklek        | 5                |  |  | CRO Ivan Huklek      | CRO Ivan Huklek      | 4                    |   |                    |                    |                    |            |  |  |       |       |       |
|  | USA John Stefanowicz   | USA John Stefanowicz   | 3                |  |  |                      |                      |                      |   | CRO Ivan Huklek    | CRO Ivan Huklek    | 1                  |            |  |  |       |       |       |
|  | CHN Peng Fei           | CHN Peng Fei           | 1                |  |  |                      | UKR Zhan Beleniuk    | UKR Zhan Beleniuk    | 7 |                    |                    |                    |            |  |  |       |       |       |
|  | ALG Bachir Sid Azara   | ALG Bachir Sid Azara   | 11               |  |  | ALG Bachir Sid Azara | ALG Bachir Sid Azara | 1                    |   |                    |                    |                    |            |  |  |       |       |       |
|  | SRB Zurab Datunashvili | SRB Zurab Datunashvili | 1                |  |  | UKR Zhan Beleniuk    | UKR Zhan Beleniuk    | 1                    |   |                    |                    |                    |            |  |  |       |       |       |
|  | UKR Zhan Beleniuk      | UKR Zhan Beleniuk      | 3                |  |  |                      |                      |                      |   |                    |                    |                    |            |  |  |       |       |       |

### Repescagem
|  | Repescagem             | Repescagem             | Repescagem |  | Disputa pelo bronze    | Disputa pelo bronze    | Disputa pelo bronze |  |  |  |  |
|  |                        |                        |            |  |                        |                        |                     |  |  |  |  |
|  | KGZ Atabek Azisbekov   | KGZ Atabek Azisbekov   | 2          |  | GER Denis Kudla        | GER Denis Kudla        | 8F                  |  |  |  |  |
|  | GER Denis Kudla        | GER Denis Kudla        | 10         |  | EGY Mohamed Metwally   | EGY Mohamed Metwally   | 1                   |  |  |  |  |
|  |                        |                        |            |  |                        |                        |                     |  |  |  |  |
|  | SRB Zurab Datunashvili | SRB Zurab Datunashvili | 5          |  | SRB Zurab Datunashvili | SRB Zurab Datunashvili | 6                   |  |  |  |  |
|  | ALG Bachir Sid Azara   | ALG Bachir Sid Azara   | 1          |  | CRO Ivan Huklek        | CRO Ivan Huklek        | 1                   |  |  |  |  |

## Classificação final
| Pos.              | Lutador                |
| ----------------- | ---------------------- |
| Medalha de ouro   | UKR Zhan Beleniuk      |
| Medalha de prata  | HUN Viktor Lőrincz     |
| Medalha de bronze | GER Denis Kudla        |
| Medalha de bronze | SRB Zurab Datunashvili |
| 5                 | EGY Mohamed Metwally   |
| 5                 | CRO Ivan Huklek        |
| 7                 | ALG Bachir Sid Azara   |
| 8                 | UZB Rustam Assakalov   |
| 9                 | CUB Daniel Grégorich   |
| 10                | KGZ Atabek Azisbekov   |
| 11                | GEO Lasha Gobadze      |
| 12                | USA John Stefanowicz   |
| 13                | AZE Islam Abbasov      |
| 14                | KAZ Nursultan Tursynov |
| 15                | BLR Kiryl Maskevich    |
| 16                | CHN Peng Fei           |